# Jereván
Jereván (örményül: Երևան, kiejtéseⓘ) Örményország fővárosa és legnagyobb városa, a Hrazdan folyó mellett fekvő település a kaukázusi régió egyik legfontosabb ipari, kulturális és tudományos központja. A város a világ egyik legrégebb óta lakott települése, I. Argisti Urartu királya kr. e. 782-ben alapította (2807 éve), 1879. október 1-jén pedig városi rangot kapott II. Sándor orosz cártól. A település 1918 óta, tizennegyedik fővárosa Örményországnak, valamint a hetedik olyan, ami az Ararát-síkságon fekszik.
Jereván történelme a kr. e. 8. századig nyúlik vissza az Erebuni erőd kr. e. 782-es alapításáig. A késő örmény királyság idején új fővárosok alapításával Jereván jelentősége csökkent. Az első világháborút követően Jereván az Első Örmény Köztársaság fővárosa lett és az Oszmán Birodalomból érkező, az örmény népirtást túlélő több ezernyi menekült otthona lett. Örményország a Szovjetunió részévé válásával a város gyorsan fejlődött a huszadik században. Néhány évtized alatt Jereván az Orosz Birodalom egy tartományi városából az Örmény Szovjet Szocialista Köztársaság fő kulturális, művészeti és ipari központjává vált, valamint a nemzeti kormány székhelyévé.
Az örmény gazdaság növekedésével Jereván jelentős átalakulásokon ment keresztül a 2000-es évek elején, a szovjet időkben még ritka kiskereskedelmi üzletek, éttermek, boltok és kávézók száma mára megsokszorozódott. 2011-es népszámlálás alapján a város 1 060 138 fős lakossága az ország népességének több mint 35%-át tette ki. A 2016-os becslés szerint a város lakossága 1 073 700 fő. Jereván az Eurocities társult tagja.

## Nevének eredete
Kiss Lajos Földrajzi nevek etimológiai szótára szerint a magyar Jereván a német Eriwan, az orosz Ерева́н (nyelvemlékbeli Эрива́нь) átvétele. „A név etimológiája tisztázatlan, talán kapcsolatba hozható a Szeván-tó partján talált ékírásos feliratokban szereplő Eriani országnévvel”.

## Földrajz
Jereván az örmény-felföld szívében az Ararát-hegység északkeleti részén a Hrazdan-folyó völgyében, az Ararát-síkságon fekszik. A város átlagos tengerszint feletti magassága 990 méter, legmélyebb pontja 865 m, míg legmagasabban fekvő pontja 1390 méterrel fekszik a tengerszint felett. A város magasabban fekvő részét három oldalról hegyek veszik körül, délről pedig a Hrazdan – az Araksz egyik mellékfolyója, amely a Szeván-tó vizét vezeti el – határolja, ami egy festői kanyonnal két részre osztja a város. Örményország fővárosaként Jereván nem része egyetlen tartománynak sem: északról és keletről a Kotajk, dél–délnyugatról Ararat, nyugatról Armavir és északnyugatról Aragacotn tartományok határolják. A városközponttól nyolc kilométerre délkeletre található, 1981-ben alakult Erebouni Állami Rezervátum 120 hektáron terül el a város Erebouni körzetében. Tengerszint feletti magassága 1300 és 1450 között változik, nagyrészt lakatlan sztyeppéket és hegyeket foglal magába.

### Éghajlat
A város éghajlata kontinentális jellegű, hosszú, forró és száraz nyarakkal, illetve rövid, ámde hideg és hóban gazdag telekkel. Ez a város elhelyezkedésének (hegyek veszik körül és az Ararát-síkságon fekszik), valamint a tengertől való távolságnak tudható be. A nyarak általában nagyon forróak, a hőmérséklet augusztusban néhol eléri a 40 fokot, míg a telek jellemzően havat és fagypont alatti (januárban −15 °C vagy alacsonyabb) hőmérsékletet hoznak. A csapadék mennyisége kevés, átlagosan 318 milliméter évente. Jereván napsütéses óráinak száma 2700 körül alakul évente.
| Hónap                                                                       | Jan.  | Feb.  | Már.  | Ápr.  | Máj. | Jún. | Júl. | Aug. | Szep. | Okt. | Nov.  | Dec.  | Év    |
| --------------------------------------------------------------------------- | ----- | ----- | ----- | ----- | ---- | ---- | ---- | ---- | ----- | ---- | ----- | ----- | ----- |
| Rekord max. hőmérséklet (°C)                                                | 19,5  | 19,6  | 28,0  | 35,0  | 34,2 | 38,6 | 41,6 | 42,0 | 40,0  | 34,1 | 26,0  | 20,0  | 42,0  |
| Átlagos max. hőmérséklet (°C)                                               | 1,2   | 5,5   | 12,6  | 19,4  | 24,1 | 29,9 | 33,7 | 33,4 | 28,7  | 21,0 | 12,4  | 4,6   | 18,9  |
| Átlaghőmérséklet (°C)                                                       | −3,6  | 0,1   | 6,3   | 12,9  | 17,4 | 22,6 | 26,4 | 26,1 | 21,1  | 13,8 | 6,2   | −0,2  | 12,5  |
| Átlagos min. hőmérséklet (°C)                                               | −7,5  | −4,4  | 0,7   | 7,0   | 11,2 | 15,4 | 19,4 | 18,8 | 13,4  | 7,5  | 1,1   | −3,9  | 6,6   |
| Rekord min. hőmérséklet (°C)                                                | −27,6 | −26,0 | −19,1 | −10,2 | −0,6 | 3,7  | 7,5  | 7,9  | 0,1   | −6,5 | −14,4 | −28,2 | −28,2 |
| Átl. csapadékmennyiség (mm)                                                 | 20    | 21    | 29    | 51    | 42   | 22   | 16   | 9    | 8     | 32   | 26    | 20    | 296   |
| Havi napsütéses órák száma                                                  | 93    | 108   | 162   | 177   | 242  | 297  | 343  | 332  | 278   | 212  | 138   | 92    | 2474  |
| Forrás: Pogoda.ru.net, Nemzeti Óceán- és Légkörkutatási Hivatal (1961–1990) |       |       |       |       |      |      |      |      |       |      |       |       |       |

## Történelem

### A kezdetek

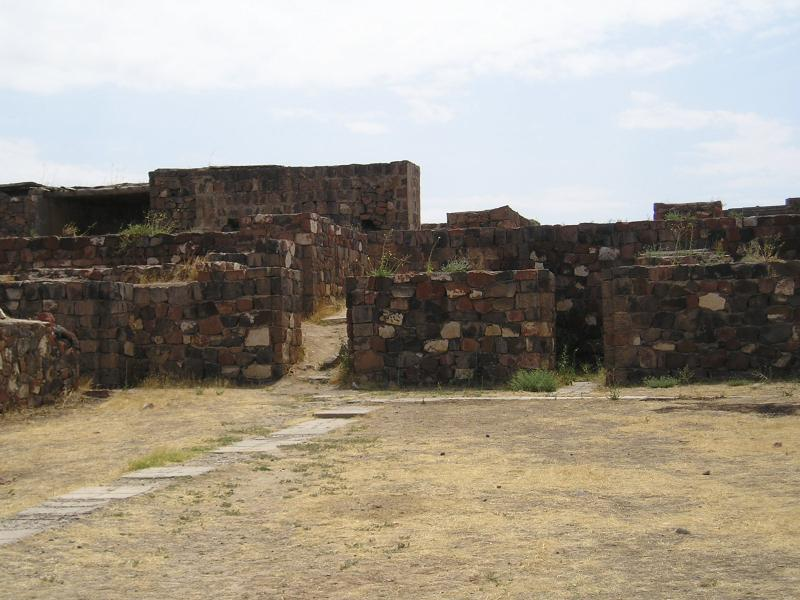
Az ősi Erebuni erőd romjai

A város területe már az i. e. 4. évezredtől kezdve lakott, az első megerősített települések a bronzkorból Sengavit, Karmir Blur, Karmir Berd és Berdadzor voltak. Az ókori Urartui Királyság kr. e. 9. században alakult az örmény-felföld Van-tavának vidékén, magába foglalva a mai Jerevánt. A királyságot Arame alapította, ami korának egyik legfejlettebb állama volt. Régészeti leletek, köztük ékírásos szövegek bizonyítják, hogy kr. e. 782-ben I. Argisti urartui király Erebuni (örményül: Էրեբունի) néven erődöt alapított a mai főváros helyén, védelmül az észak-kaukázusi népek ellen. Jereván ezáltal a világ egyik legősibb települése. Az urartui fennhatóság alatt öntözőcsatornák és víztározók épültek. Kr. e. 7. század közepén II. Rusza az Erebuni erődtől hét kilométerre nyugatra megalapította Teisebaini városát, ami egy hegyre (Karmir Blur) épült, hogy megvédje a királyság keleti határait barbár kimmerek és szkíták támadásai ellen. Az ásatások során egy kormányzó mintegy 40 000 négyzetméteres, 120 szobás palotájára, valamint egy, a hurri mitológia Teiseba időjárás- és viharistenének szentelt citadellára leltek. Teisebaini – köztük a palota és a citadella – építése a kr. e. 7. század közepére fejeződött be III. Rusza uralkodása idején. Teisebaini kr. e. 585-ben elpusztult a méd–szkíta szövetség által.
Kr. e. 590-ben az Urartui Királyságot megbuktatták a médek, Jereván az örmény-felföld egészével a Méd Birodalom részévé vált. Kr. e. 550-ben II. Kurus perzsa király meghódította a Méd Birodalmat, így Jereván az Óperzsa Birodalom részévé vált. Kr. e. 522 és 331 között Jereván az Armina satrapa egyik legfontosabb központja volt, egy a perzsa birodalom 23 satrapája közül I. Dárajavaus idején. Az örmény satrapa egy északi és egy déli részre osztódott Erebuni (Jereván) és Tuspa (Van) központtokkal.
Az i. e. 4. és az i. sz. 3. század közötti időszakról nem ismerünk történelmi adatokat, ezért ezt a korszakot Jereván sötét éveinek nevezik. I. sz. 301-ben az örmények felvették a kereszténységet, és az 5. században megépült Jereván első temploma, a Péter-Pál templom (1931-ben lerombolták).

### Idegen uralom (658–1827)
658-ban a várost elfoglalták az arabok. Ezután a település sokáig az Európa és India közti karavánutak egyik fontos kereszteződése volt. A 7. század óta hívják Jerevánnak, ekkor a perzsa uralom alatt álló Örményország fővárosa volt. A 9. és a 11. század között az örmény Bagratuni Királyság egyik fontos városa volt. Ezután a szeldzsuk törökök foglalták el, majd 1387-ben Timur Lenk uralma alá került, aki kifosztotta a települést. Stratégiai jelentősége miatt gyakran cserélt gazdát Perzsia és a törökök között, 1513 és 1737 között például 14-szer.
1604-ben I. Abbász sah uralma alatt több tízezer örményt deportáltak Perzsiába, melynek köszönhetően a lakosság 80%-a muszlim, és csak 20%-a volt örmény. Az 1670-es években Jean Chardin francia utazó járt a városban, és bemutatta azt a Chardin lovag úr utazásai Perzsiában és a Kelet más helyein című könyvében. 1679. június 7-én egy erős földrengés teljesen romba döntötte a települést. A Szafavidák uralma alatt Jereván és környéke a Chukursaad (Irevan) Beglerbégség közigazgatási egységhez tartozott. 1747-től a Perzsa Birodalomnak alárendelt Erivan Kánság része volt egészen 1828-ig.

### A cári Oroszország uralma alatt (1828–1917)

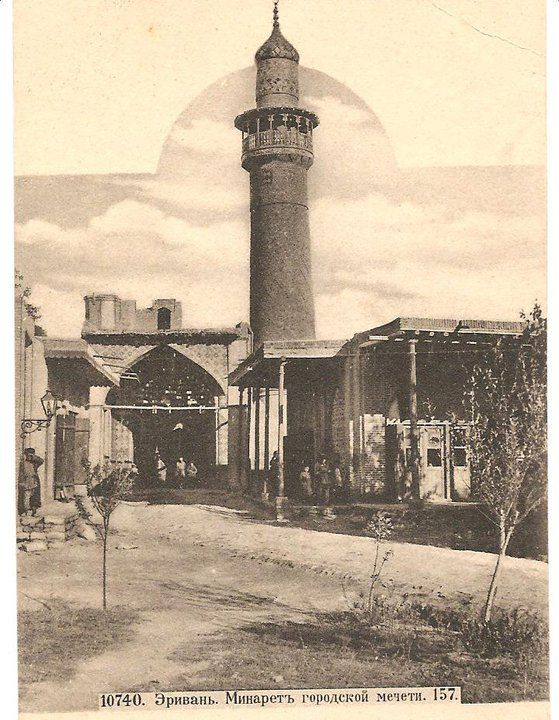
Minaret, a városi mecset Jerevánban

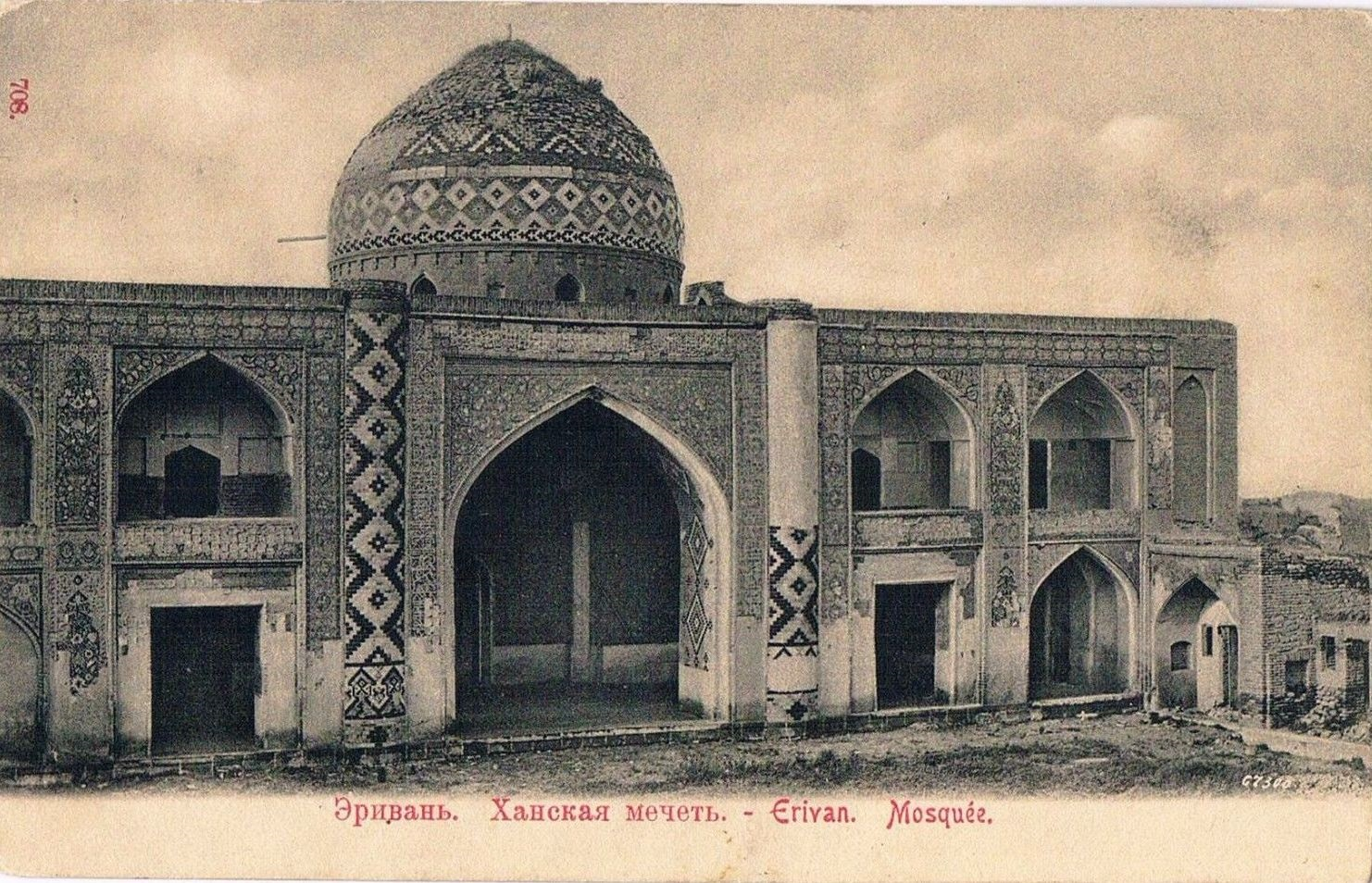
Kék mecset Jerevánban

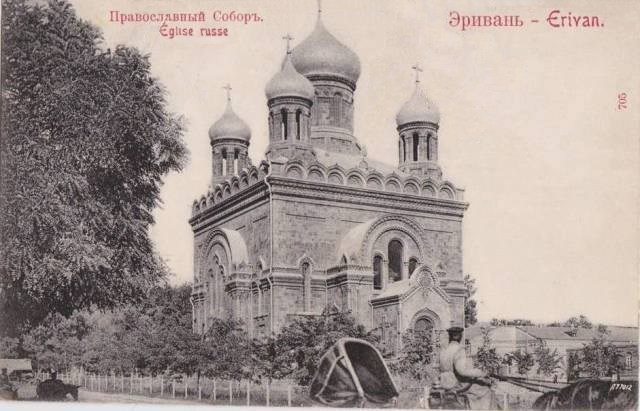
Ortodox templom Jerevánban

Az orosz–perzsa háború (1826–1828) alatt az orosz erők Ivan Paszkevics vezetésével 1827. október 1-jén elfoglalták a várost, melyet 1828-ban, a turkmencsaji békét követően hivatalosan is feladtak a perzsák. Majd három évszázadnyi perzsa uralom után Jereván és Örményország északi része az Orosz Birodalom részévé vált, egészen annak 1917-es összeomlásáig. Az oroszok támogatták az örmény lakosság visszatelepítését Perzsiából és Törökországból. Míg Jereván lakosságának 1830-ban 35,7%-a volt örmény nemzetiségű, addig ez az arány 1873-ra 50,1%-ra nőtt. Az áttelepítés célja az orosz közel-keleti hatalom megszilárdítása volt. 1829-ben a hazaérkezett örmények letelepedtek és egy új negyed is épült a számukra.
I. Miklós orosz cár 1837-es látogatását követően a település ujezd rangot kapott. 1850-ben megalakult a 28 000 négyzetméter területet lefedő Jereváni Kormányzóság, amelynek kormányzóságának Jereván adott otthont. A 20. század elejére Jereván lakossága meghaladta a 29 000 főt. Az első vasútvonal 1902-ben épült Jerevánban, összekötve a várost Alekszandropollal (ma Gjumri) és Tiflisszel (ma Tbiliszi). Még ez évben megnyitotta kapuit a város első nyilvános közkönyvtára. 1905-ben I. Napóleon unokaöccsét, Louis Josef Jérôme Bonaparte herceget nevezték ki kormányzóvá. 1913-ban nyolc előfizetővel megindult a telefonszolgáltatás a városban. Jereván 1917-ig szolgált a kormányzóság központjául, az Orosz Birodalom bukásáig.

### Rövid függetlenség (1917–1920)
A 20. század elején Jereván egy mindössze 30 000 fős kisváros volt. Az 1917-es októberi orosz forradalom az Orosz Birodalom bukásához vezetett, melynek következtében örmény, grúz és muzulmán transzkaukázusi vezetők kikiáltották a Transzkaukázusi Demokratikus Szövetségi Köztársaság függetlenségét. Az ország azonban rövid életűnek bizonyult. Gjumri elfoglalását követően a török hadsereg 1918. május 21-én az örmény ellenállás központja, Jereván felé kezdett vonulni. V. György örmény katolikosz elrendelte, hogy az örmény apostoli ortodox egyház harangjai hat napon át zúgjanak, hogy fegyverbe hívja az örményeket: földműveseket, költőket, kovácsokat, de még a lelkészeket is. Civilek – köztük gyerekek is – kivették részüket, „ökrök, vízibivalyok és tehenek vontatta szekerek elárasztották az utakat élelmet, muníciót és önkénteseket szállítva a környező vidékekről” Jerevánba.
1918. májusára az örmény erők sikeresen legyőzték a törököket a Szardarapati, Bash Abaran melletti és a második Kara Killisse-i csatákban. 1918. május 28-án kikiáltották az Örmény Köztársaság függetlenségét, melynek fővárosa Jereván lett. 1919. május 26-án az örmény kormány törvényben rendelkezett a Jereváni Állami Egyetem megalapításáról.
A sèvres-i békeszerződés 1920-as aláírását követően nemzetközileg is elismerték a köztársaság függetlenségét, az Amerikai Egyesült Államok mellett számos dél-amerikai ország is diplomácia kapcsolatot létesített az országgal. A rövid életű függetlenséget követően a Szovjetunió 1920. december 2-án megszállta Örményországot. Noha a függetlenségpárti erőknek 1920 februárjában sikerült visszafoglalniuk a várost és kiszabadítaniuk a raboskodó politikai és katonai személyeket, a szovjet hadsereg 1921. április 2-án végleg bevette a várost.

### Szovjet uralom (1920–1991)

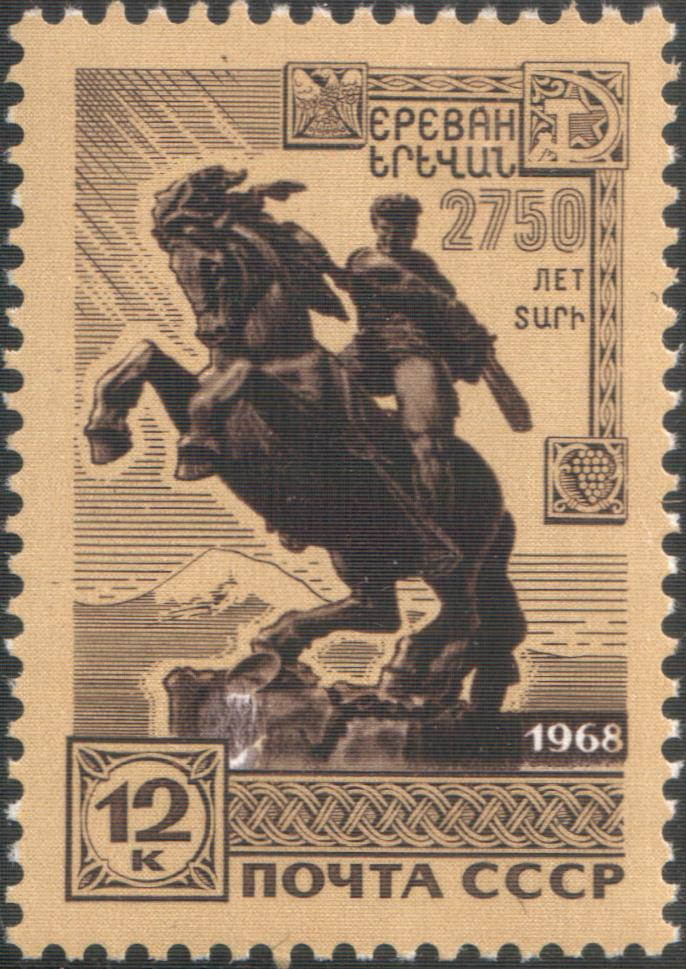
A város alapításának 2750. évfordulójára kiadott bélyeg

A Vörös Hadsereg 1920. november 29-én szállta meg északkeletről Örményországot. 1920. december 2-án Örményország Örmény Szovjet Szocialista Köztársaság néven a Szovjetunió részévé vált, 1922 és 1936 között a Grúz Szovjet Szocialista Köztársaság és Azerbajdzsáni Szovjet Szocialista Köztársaság együtt a Kaukázusontúli Szovjet Szövetségi Szocialista Köztársaság része volt.
A szovjet uralom alatt Jereván volt a Szovjetunió első olyan városa, amely átépítése egy általános terv alapján történt: az 1920-as években indult meg a város átépítése Alekszander Tamanjan örmény építész tervei alapján történt, aki munkájában ötvözte az örmény nemzeti hagyományokat és a kortárs városszerkezettel. Tamanjan sugaras szerkezetű várost tervezett, melynek megvalósításához sok történelmi épületet – templomokat, mecseteket, bazárokat, karavánszerájokat és a perzsa erődöt is – le kellett rombolni. A körzetek nagy része korábbi örmény települések után kapta nevét, amelyek az örmény népirtás alatt elpusztítottak a törökök: Arabkir, Malatia-Szebasztia és Nork-Maras kerületek Arabkir, Malatya és Kahramanmaraş településekről kapta nevét. A második világháború után német hadifoglyok is részt vettek az építkezéseken.
Az évek alatt Kentron körzet vált Jereván legfejlettebb területévé, ami jelentős szakadékot teremtett a város egyéb körzeteihez képest. A legtöbb oktatási, kulturális és tudományos intézménynek a körzet adott otthont.
1965. április 24-én az örmény genocídium 50. évfordulóján százezres demonstrációt tartottak a városban, követelve a népirtás elismerését a szovjet hatóságoktól. Jereván 1968-ban ünnepelte alapításának 2750. évfordulóját.
Jereván kulcsszerepet játszott az örmény demokratikus mozgalomban, ami a Gorbacsov-érában jelent meg az 1980-as években. A glasznoszty és peresztrojka reformkísérletek olyan kérdéseket is felvetettek, mint például Hegyi-karabah és a gazdaság helyzete, a korrupció, a demokrácia, s végső soron a függetlenség kérdését. 1988-tól kezdve közel egymillió örmény tüntetett országszerte ezen kérdések mellett, amelynek központja a Színház tér (a mai Szabadság tér) volt. A tüntetések elfojtása érdekében a szovjet rendőri és katonai erők számos alkalommal zárták le a teret.

### A függetlenség elnyerése után (1991–)

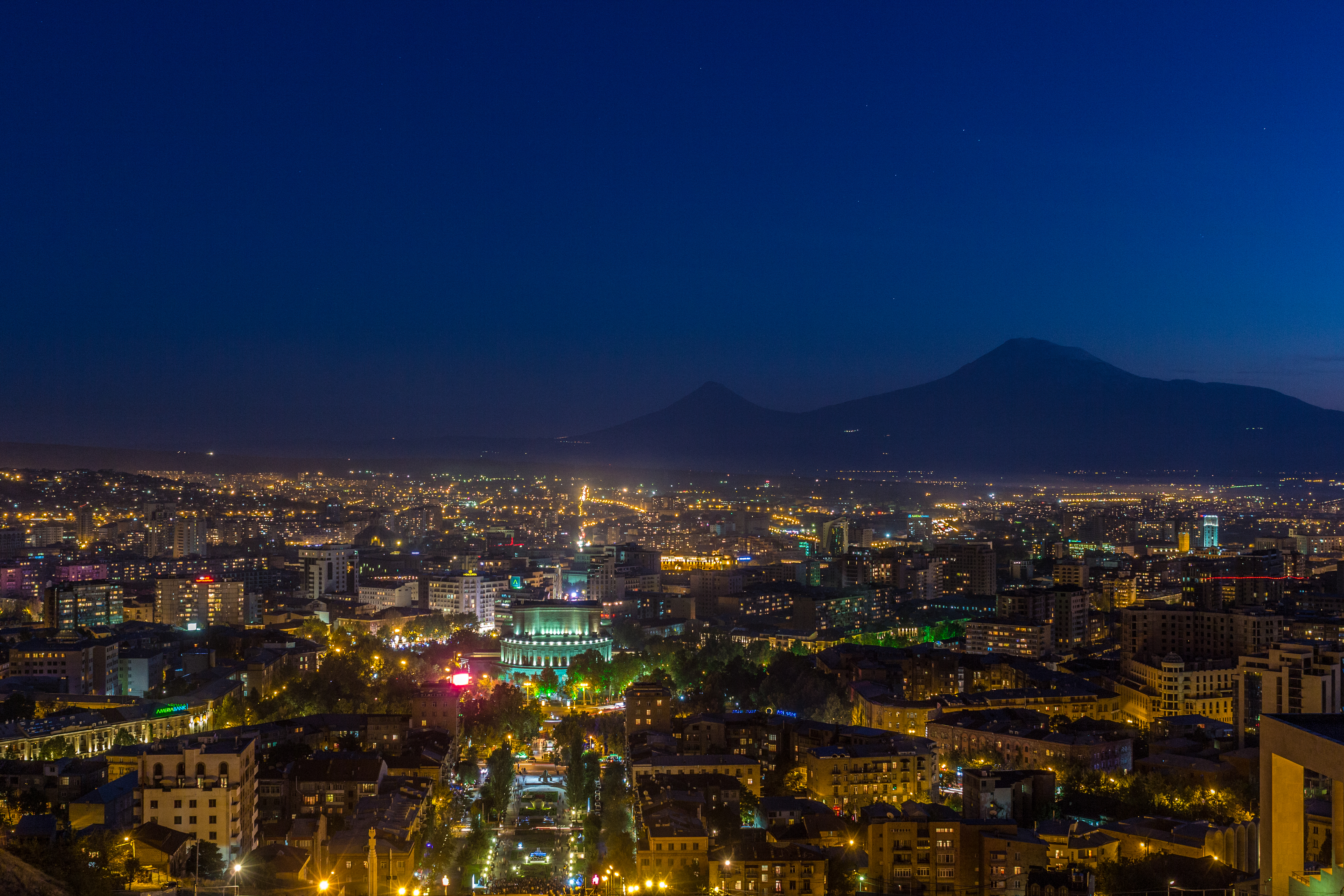
Jereván éjszakai látképe 2013 szeptemberében

A Szovjetunió széthullását követően 1991. szeptember 21-én Jereván a független Örmény Köztársaság fővárosává vált. Az önállóság elnyerése után a Szovjetunió gyöngyszemének tartott ország és fővárosa komoly problémákkal szembesült. Eltűnt a korábbi hatalmas szovjet piac, és a két szomszédos országgal, Azerbajdzsánnal és Törökországgal a hegyi-karabahi konfliktus miatt rendkívül feszültté vált a viszonya. A városban nem volt áram, gáz és benzin, fűteni csak fával lehetett. 1996-ra az ország megegyezett Iránnal az olaj és más egyéb termékek szállításáról és az áramtermelés is újraindult.
A függetlenséget követő első jelentős tüntetés Jerevánban 1996 szeptemberében volt, miután Levon Ter-Petroszjant másodszorra is elnöké választották. Az ellenzék tömegtüntetéseket tartott 1996. szeptember 23-a és 26-a között és választási csalással vádolta Ter-Petroszjant. Körülbelül kétszázezer fő tüntetett a választási eredmények ellen a Szabadság téren. A szeptember 25-ai, parlament körüli erőszakos tüntetések miatt a kormány harckocsikat és katonai egységeket küldött Jerevánba, hogy másnap betartassa a demonstrációs tilalmat. Vazgen Szargszján miniszterelnök és Szerzs Szargszján nemzetbiztonsági miniszter az örmény állami televízióban bejelentette, hogy sikeresen megakadályoztak egy puccskísérletet.
A 2008-as februári vitatott elnökválasztást a regnáló Szerzs Szargszján nyerte, amit véres tiltakozáshullám követett. Március elsejének reggelén a Szabadság téri tüntetést az örmény biztonsági erők véresen feloszlatták és lezárták a teret a civilek elől. Az összecsapásokban 8 tüntető, egy rendőr és katona vesztette életét, kétszázan megsérültek és 106 embert őrizetbe vettek a hatóságok. Az eseményeket követően Robert Kocsarján elnök húsznapos szükségállapotot rendelt el.
2016. június 17-én egy csoport fegyveres túszokat ejtett és elfoglalt egy jereváni rendőrkapitányságot Erebouni körzetben, követelve az ellenzéki politikus, Zsirajr Szefilján szabadon bocsátását és Szerzs Szargszján elnök lemondását. A támadásban három rendőr vesztette életét. Számos kormányellenes tüntető demonstrált és csapott össze a rendőrökkel szolidaritásból a fegyveresek mellett, több mint 165 tüntetőt vettek őrizetbe, mintegy hatvanan kerültek kórházba. A fegyveresek két hét után végül megadták magukat.

## Közigazgatás

Jereván 12 körzete

A város 12 közigazgatási körzetre (örményül: վարչական շրջան) oszlik, mindegyik élén egy választott vezetővel. Jereván tizenkét körzetén együttes területe 223 négyzetkilométer.

| Körzet             | Örményül         | Népesség (2011, népszámlálás) | Népesség (2016, becslés) | Terület (km²) |
| ------------------ | ---------------- | ----------------------------- | ------------------------ | ------------- |
| Adzsapnjak         | Աջափնյակ         | 108 282                       | 109 100                  | 25,82         |
| Arabkir            | Արաբկիր          | 117 704                       | 115 800                  | 13,29         |
| Avan               | Ավան             | 53 231                        | 53 100                   | 7,26          |
| Davtasen           | Դավթաշեն         | 42 380                        | 42 500                   | 6,47          |
| Erebouni           | Էրեբունի         | 123 092                       | 126 500                  | 47,49         |
| Kanaker-Zejtoun    | Քանաքեր-Զեյթուն  | 73 886                        | 74 100                   | 7,73          |
| Kentron            | Կենտրոն          | 125 453                       | 125 700                  | 13,35         |
| Malatia-Szebasztia | Մալաթիա-Սեբաստիա | 132 900                       | 135 900                  | 25,16         |
| Nork-Maras         | Նորք-Մարաշ       | 12 049                        | 11 800                   | 4,76          |
| Nor Nork           | Նոր Նորք         | 126 065                       | 130 300                  | 14,11         |
| Noubarasen         | Նուբարաշեն       | 9 561                         | 9 800                    | 17,24         |
| Sengavit           | Շենգավիթ         | 135 535                       | 139 100                  | 40,6          |

## Népesség
| Év         | Örmények         | Örmények         | Azeriek | Azeriek | Oroszok | Oroszok | Egyéb nemzetiség | Egyéb nemzetiség | Összesen  |
| ---------- | ---------------- | ---------------- | ------- | ------- | ------- | ------- | ---------------- | ---------------- | --------- |
| 1650 körül | abszolút többség | abszolút többség | —       | —       | —       | —       | —                | —                | —         |
| 1725 körül | abszolút többség | abszolút többség | —       | —       | —       | —       | —                | —                | ~20 000   |
| 1830       | 4132             | 35,7%            | 7331    | 64,3%   | —       | —       | 195              | 1,7%             | 11 463    |
| 1873       | 5900             | 50,1%            | 5800    | 48,7%   | 150     | 1,3%    | 24               | 0,2%             | 11 938    |
| 1897       | 12 523           | 43,2%            | 12 359  | 42,6%   | 2765    | 9,5%    | 1359             | 4,7%             | 29 006    |
| 1926       | 59 838           | 89,2%            | 5216    | 7,8%    | 1401    | 2,1%    | 666              | 1%               | 67 121    |
| 1939       | 174 484          | 87,1%            | 6569    | 3,3%    | 15 043  | 7,5%    | 4300             | 2,1%             | 200 396   |
| 1959       | 473 742          | 93%              | 3413    | 0,7%    | 22 572  | 4,4%    | 9613             | 1,9%             | 509 340   |
| 1970       | 738 045          | 95,2%            | 2721    | 0,4%    | 21 802  | 2,8%    | 12 460           | 1,6%             | 775 028   |
| 1979       | 974 126          | 95,8%            | 2341    | 0,2%    | 26 141  | 2,6%    | 14 681           | 1,4%             | 1 017 289 |
| 1989       | 1 100 372        | 96,5%            | 897     | 0,0%    | 22 216  | 2,0%    | 17 507           | 1,5%             | 1 201 539 |
| 2001       | 1 088 389        | 98,63%           | —       | —       | 6684    | 0,61%   | 8415             | 0,76%            | 1 103 488 |
| 2011       | 1 048 940        | 98,94%           | —       | —       | 4940    | 0,47%   | 6258             | 0,59%            | 1 060 138 |

Jereván Örményország fővárosa és legnagyobb városa is egyben, több mint egymilliós lakosságával. A Szovjetunió felbomlásáig a népesség többségét az örmények alkották orosz, kurd és azeri kisebbség mellett. Az 1988 és 94 között zajló Hegyi-karabahi háború kitörését követően az Azerbajdzsán–Örményország közötti népességcsere folytán az azeri lakosság többsége elhagyta az országot. Az 1990-es évek gazdasági válsága miatt az orosz kisebbség szintén kivándorolt. Manapság Jereván populációját döntően örmények adják.
A Szovjetunió összeomlását követő gazdasági válság miatt ezrek hagyták el Örményországot, többségük Oroszországba, Észak-Amerikába vagy Európába ment. Jereván lakossága az 1989-es 1,2 millióról 2001-re 1 103 488 főre, míg 2003-ra 1 091 235 főre apadt.

## Gazdaság
Jereván Örményország ipari központja. Az ipar legfőbb ágazatai a gépipar, vegyipar, textilipar és az élelmiszeripar, különösen a brandygyártás, mely világhírű. Az egyik legfontosabb konyakgyár az Ararát Konyakgyár. A főváros nemcsak az örmény nagyvállalatok központja, hanem jó néhány nyugati nagyvállalat is kezdi idehelyezni székhelyét, például a Lycos.
A város Örményország kereskedelmi központja is. Itt található az Örmény Nemzeti Bank, az Örmény Értéktőzsde és több kereskedelmi bank.

## Oktatás

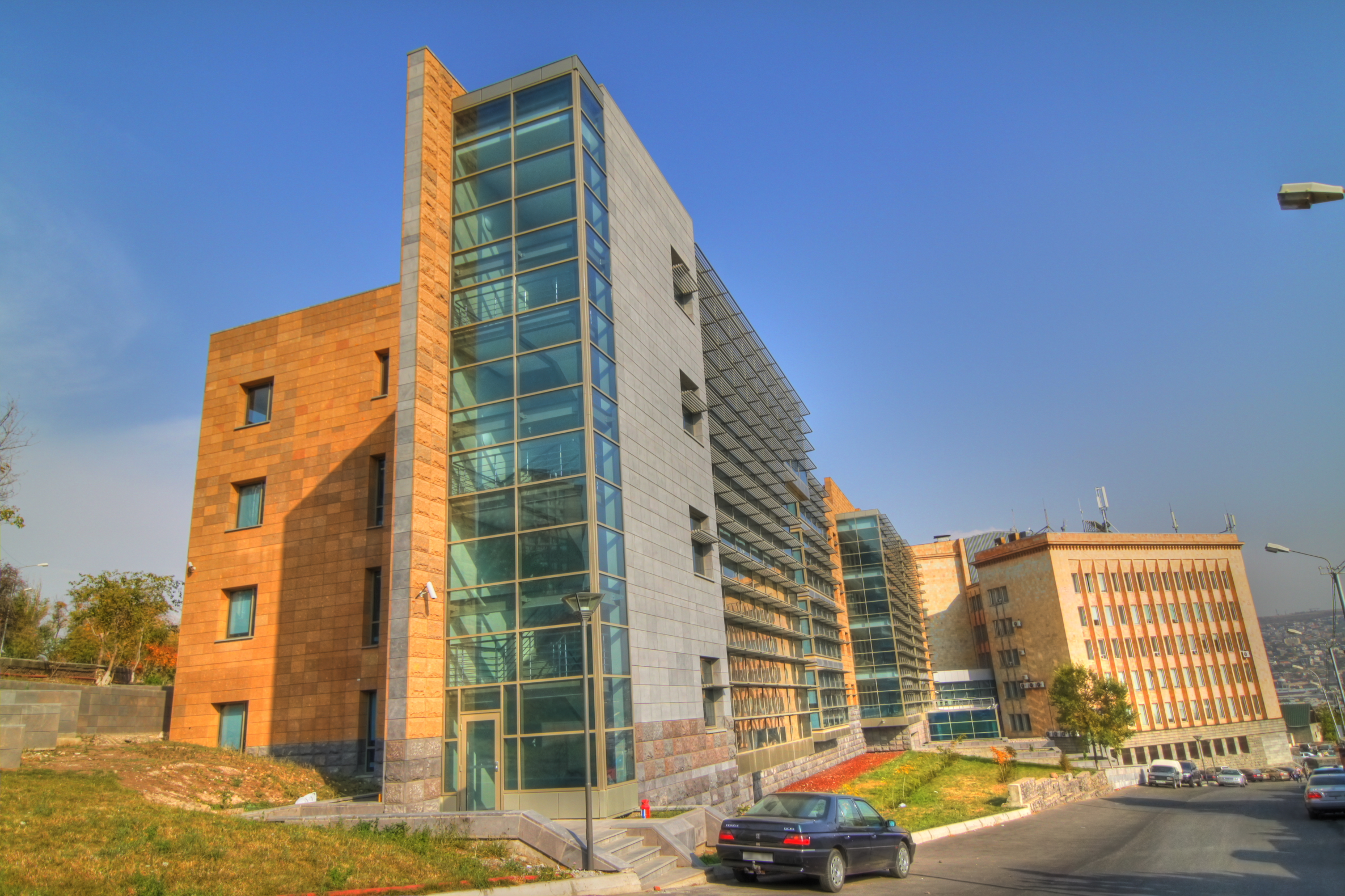
Az Amerikai Egyetem épülete

Jereván egyetemei a következők:
- Jereváni Állami Egyetem
- Jereváni Orvosi Egyetem
- Örmény Műszaki Egyetem
- Jereváni Nyelvészeti Egyetem
- Jereváni Pedagógiai Egyetem
- Jereváni Állami Zeneakadémia
- Orosz-Örmény Állami Egyetem
- Amerikai Egyetem

## Közlekedés

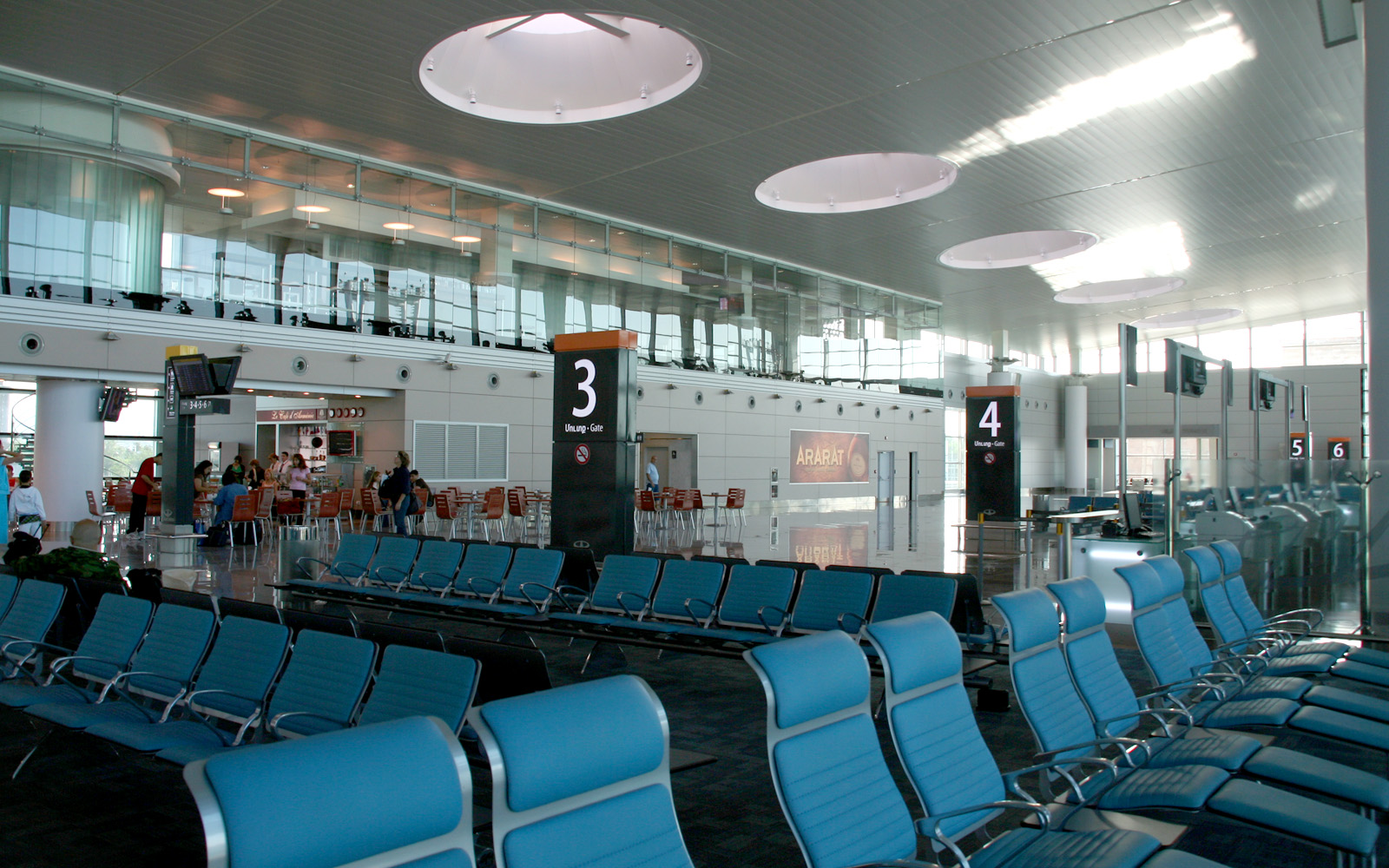
A Zvartnotszi nemzetközi repülőtér várója

Jereván közlekedésének gerincét az 1981-ben épült metró adja. Ezenkívül fontos szerepet játszanak még az iránytaxik, az úgynevezett ertoughajin taxik. Ezek a mikrobuszok előre meghatározott útvonalakon járnak, és bárhol le lehet őket inteni, vagy ki lehet belőlük szállni a városközponton kívül. A főváros Örményország fő közlekedési csomópontja, itt találkoznak a legfontosabb főutak és vasútvonalak.

### Légi közlekedés
Jerevánt fő repülőtere a Zvartnotszi nemzetközi repülőtér, ami a városközponttól nyugatra, 12 kilométerre található. Az 1961-ben épült repülőtér az ország legfontosabb légi csomópontja. Az Erebuni repülőtér a várostól délre található. A függetlenség kikiáltása óta főképp katonai és privát gépek használják. Az örmény hadsereg MiG-29-es vadászgép és Mi-24 támadóhelikopterek repülőszázada állomásozik itt.

### Metró

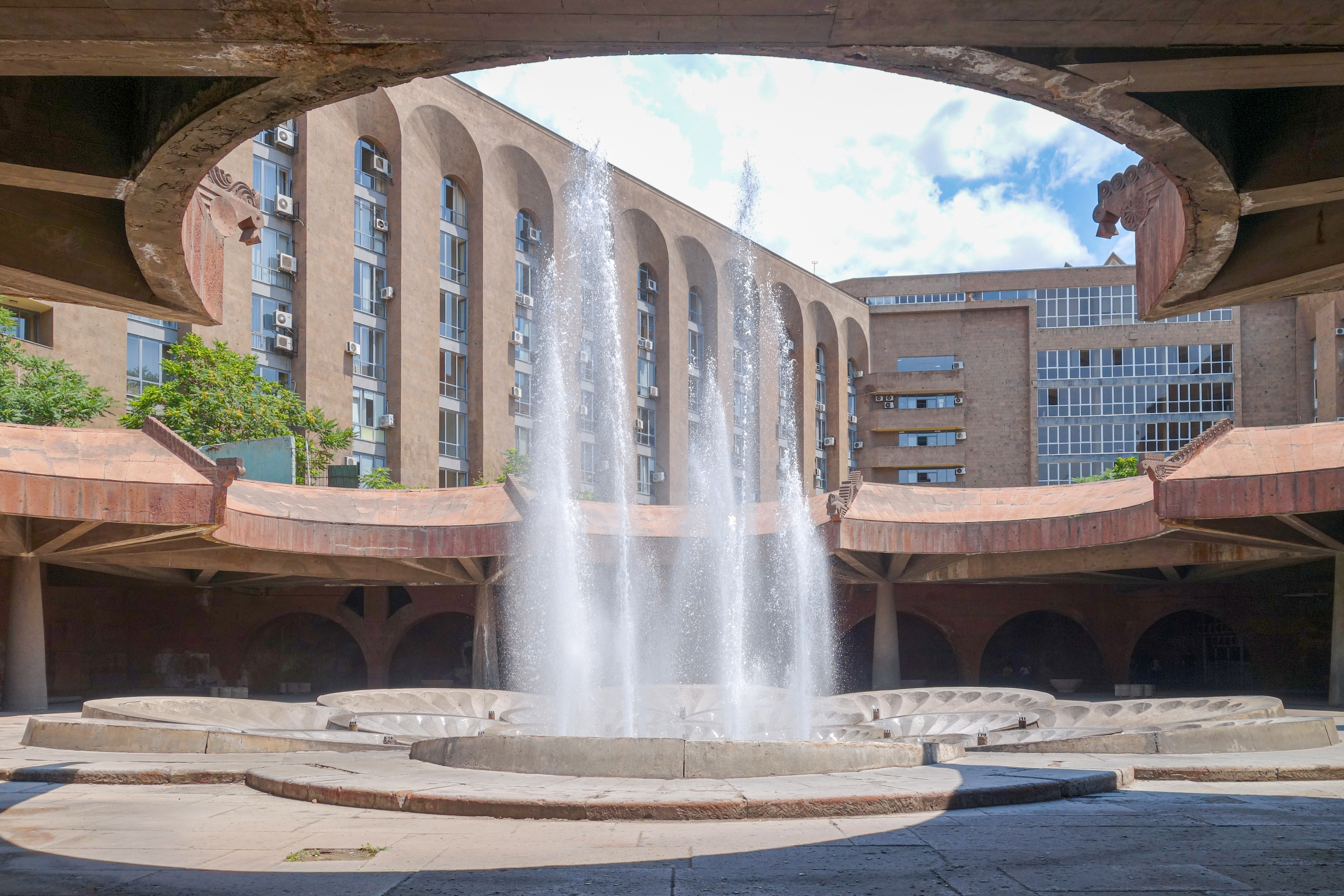
A Köztársaság tér állomás bejárata

A Karen Demircsján Jereváni metró (örményül: Կարեն Դեմիրճյանի անվան Երևանի մետրեոպոլchy, köznyelvi nevén Jereván metró (örményül: Երևանի մետրո), Örményország fővárosának, Jerevánnak a metrórendszere. Hivatalosan 1981. március 7-én nyitották meg, ez volt a Szovjetunió nyolcadik metrórendszere. A metrónak csupán egy vonala van amely 12,1 km hosszan tíz állomást foglal magában. A jövőben két új állomással és egy teljesen új vonallal bővülhet. A metróvonal Örményország kormányának és Jereván önkormányzatának tulajdonában van, üzemeltetője a Karen Demirchyan Yerevan Subway CJSC és a Közlekedési és Kommunikációs Minisztérium.

## Látnivalók

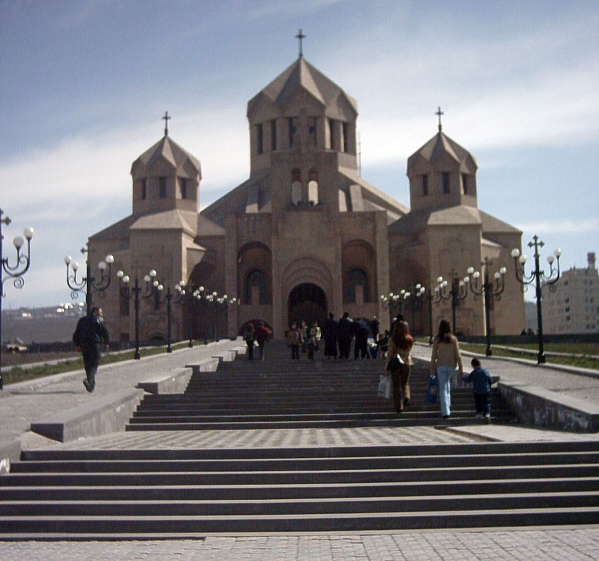
Világosító Szent Gergely katedrális

A fővárosban kevés a régi korból származó műemlék, köszönhetően a város 20. századi átépítésének. A legrégebbi időkből származó látnivalói közé tartozik egy urartui és római erőd. A modern korból viszont sok híres látnivalója van:
- A Matenadaran levéltár, mely számos értékes ősi örmény, görög, szíriai, héber, római és perzsa dokumentumot őriz.
- A Köztársaság tér, a főváros szíve, közepén szökőkúttal, oldalán a külügyminisztériummal, a Mariott Hotellel, a főpostával, lakóházakkal, és az Örmény Történelmi Múzeummal. A tér kövezete felülről nézve egy örmény szőnyeghez hasonlít.
- A Szabadság tér a Jereváni Operaházzal.
- A Világosító Szent Gergely-katedrális, a város 2001-ben elkészült új székesegyháza.
- Az Örményország anyja szobor (Mayr Hayastan) a Haghtanak-parkban (Győzelem park), mely a város hősi halottaira emlékeztet. Talapzatában egy múzeum található.
- A Tsitsernakaberd, az örmény népirtás halottainak emlékműve, közelében a Genocídium Múzeummal.
- A Kaszkád, egy lépcsősor, mely a központi városrészt köti össze a Győzelem parkkal. Tetejéről fantasztikus kilátás nyílik a városra.
- Az Északi sugárút, a 2007 végére elkészülő sétálóutca, mely az operaházat köti össze a Köztársaság térrel.
- Az 5,5 hektáros Angolpark (Angliakan aygi) a város egyik legrégebbi parkja a Köztársaság tér közelében.

A Kaszkád lépcsősorról érdemes megjegyezni, hogy nem csupán a közlekedést szolgáló felszíni lépcső, hanem egy a hegyoldalba vájt teraszos építmény, melynek felszínén számos szobor, növényterasz és szökőkút van, és a belső része ad otthont a Cafesjian művészeti múzeumnak. A Cascade-ban kiállító híresebb művészek a teljesség igénye nélkül: Barry Flanagan, Jaume Plensa, Fernando Botero, Maylee Christie, François-Xavier Lalanne, David Breuer-Weil, Dale Chihuly, Peter Woytuk, Joana Vasconcelos.

## Szórakozás
A szabadidő eltöltésére sok lehetőség van.
A fővárosban sok, akár nemzetközi hírnek is örvendő múzeum van. A Matenadaran örmény és ókori népek kéziratainak világhírű gyűjteménye. Az Örmény Történelmi Múzeum a Nemzeti Galériával egy épületben, a Köztársaság téren található. Ezeken kívül ismert még az Erebuni Erődmúzeum, a Genocídium Múzeum és a Parajanov Múzeum.
A város leghíresebb koncertterme az operaház. Repertoárjában az örmény nemzeti daraboktól a nemzetközi klasszikusokig mindenfajta mű megtalálható. A leghíresebb filmszínházak a Moszkva és a Nairi Mozi.
Az éjszakai élet legkedveltebb színhelyei az Astarl, a One és a Relax Nightclub, a L'Orange, The Club és a The Shramrock Tavern bárok.

## Sport
Jereván legnépszerűbb sportága a labdarúgás. Jelentősebb klubjai a volt szovjet bajnok Ararat, a tizenegyszeres örmény bajnok Pjunik, a Mika, a Bananc és az Alashkert.

## Nemzetközi kapcsolatok

### Testvérvárosok

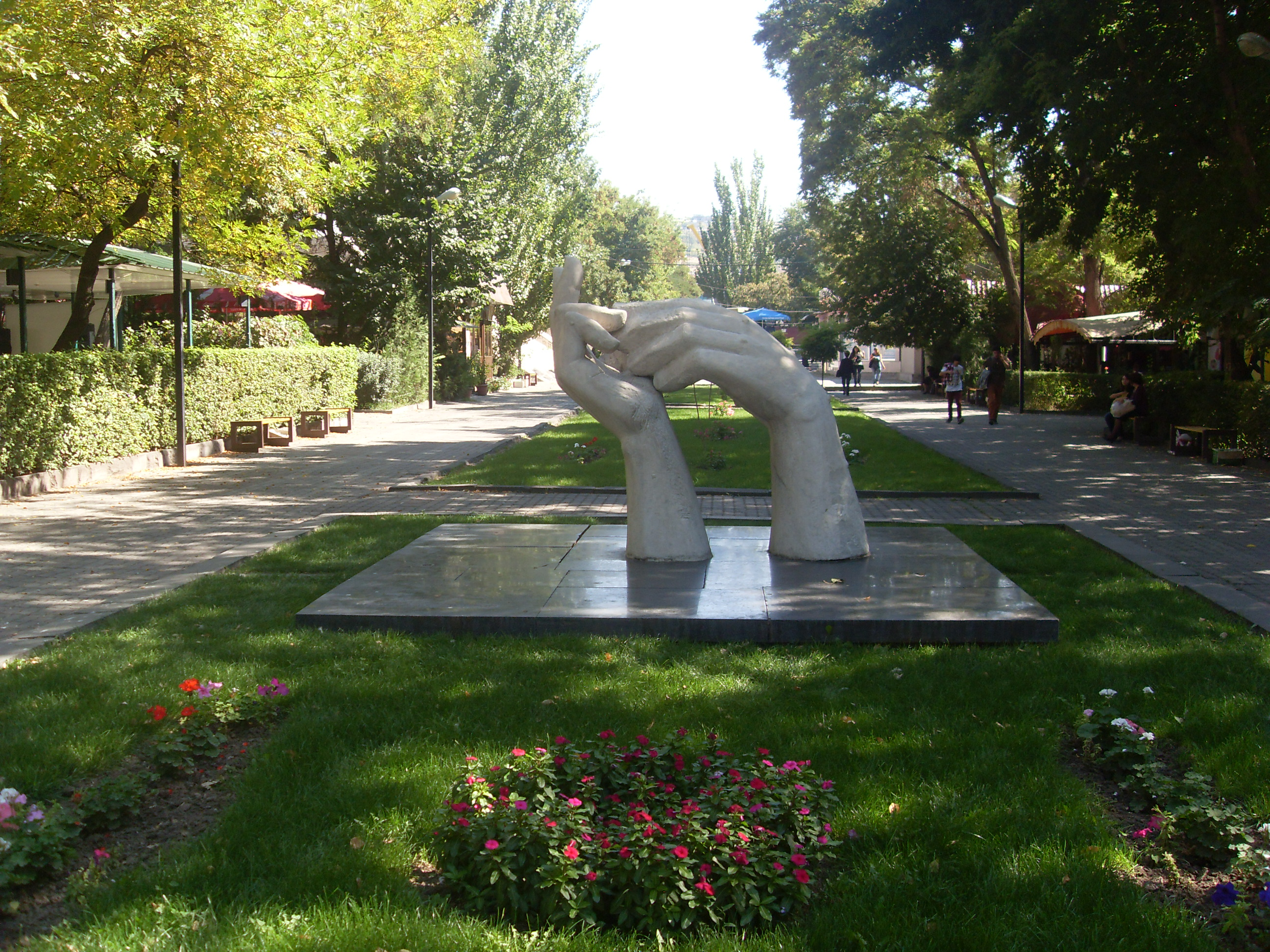
A barátság keze, Carrara városától Jerevánnak

A 2017. márciusi állapotoknak megfelelően Jerevánnak 24 testvérvárosa van.
| - Carrara, Olaszország (1965 óta) - Antananarivo, Madagaszkár (1981 óta) - Cambridge (Massachusetts), Amerikai Egyesült Államok (1987 óta) - Marseille, Franciaország (1992 óta) - Sztavropol, Oroszország (1994 óta) - Iszfahán, Irán (1995 óta) - Odessza, Ukrajna (1995 óta) - Tbiliszi, Grúzia (1996 óta) - Bejrút, Libanon (1997 óta) - Damaszkusz, Szíria (1997 óta) - Montréal, Kanada (1998 óta) - Buenos Aires, Argentína (2000 óta) | - Pozsony, Szlovákia (2001 óta) - São Paulo, Brazília (2002 óta) - Chișinău, Moldova (2005 óta) - Rosztov-na-Donu, Oroszország - Los Angeles, Amerikai Egyesült Államok (2007 óta) - Nizza, Franciaország (2007 óta) - Velence, Olaszország (2011 óta) - Riga, Lettország (2013 óta) - Ammán, Jordánia (2014 óta) - Novoszibirszk, Oroszország (2014 óta) - Volgográd, Oroszország (2015 óta) |

### Partnervárosok

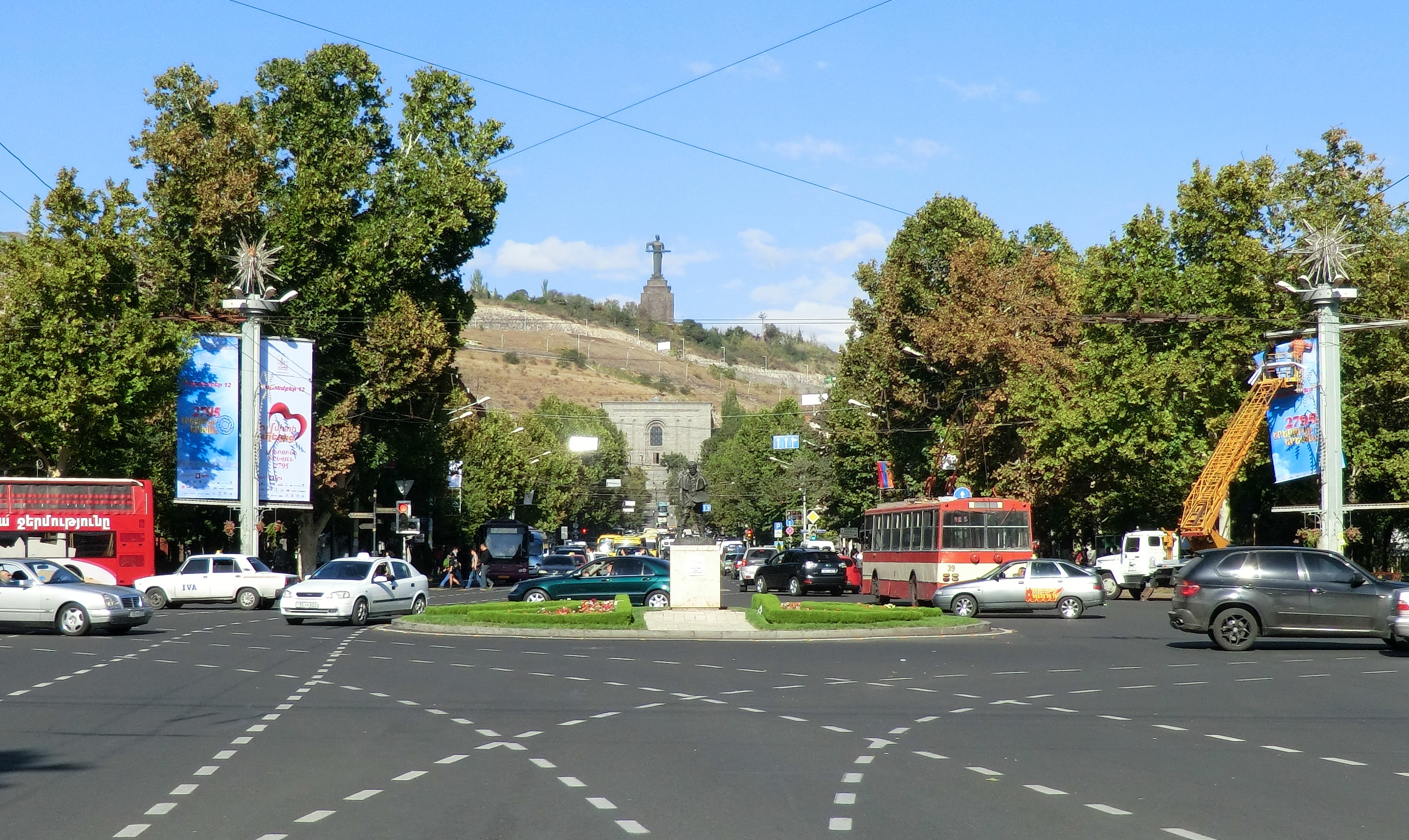
A Párizs–Jereván közti partnerséget szimbolizáló Place de France, középen Jules Bastien-Lepage szobrával (készítette Auguste Rodin)

A 2017. márciusi állapotoknak megfelelően Jerevánnak 25 várossal vagy régióval van partnervárosi kapcsolata.
| - Podgorica, Montenegró (1974 óta) - Athén, Görögország (1993 óta) - Lyon, Franciaország (1993 óta) - Sztavropol, Oroszország (1994 óta) - Kijev, Ukrajna (1995 óta) - Moszkva, Oroszország (1995 óta) - Toszkána, Olaszország (1996 óta) - Szentpétervár, Oroszország (1997 óta) - Volgográd, Oroszország (1998 óta) - Minszk, Fehéroroszország (2002 óta) - Rio de Janeiro, Brazília (2007 óta) - Szófia, Bulgária (2008 óta) - Delhi, India (2008 óta) | - Peking, Kína (2009 óta) - Kalinyingrád, Oroszország (2009 óta) - Párizs, Franciaország (2011 óta) - Île-de-France, Franciaország (2011 óta) - Sztepanakert, Hegyi-Karabah Köztársaság (2012 óta) - Bukarest, Románia (2013 óta) - Varsó, Lengyelország (2013 óta) - Krasznodar, Oroszország (2014 óta) - Aşgabat, Türkmenisztán (2014 óta) - Kazvin, Irán (2014 óta) - Hanti-Manszijszk, Oroszország (2014 óta) - Tallinn, Észtország (2015 óta) |

## Érdekességek

### Híres emberek
- Alexander Arutiunian, zeneszerző
- Alexander Shirvanzade, író
- Anna Vlagyimirovna Csicserova, olimpiai és világbajnok atléta
- Aram Hacsaturján, zeneszerző
- Armen Dzhigarkhanyan, színész
- Arthur Abraham, ökölvívó
- Chorjen Hovhanniszján, labdarúgó
- Dzsivan Gaszparján, zeneszerző
- Edgar Manucharyan, labdarúgó
- Gevorg Emin, költő
- Goar Gasparyan, szoprán énekesnő
- Gurgen Vardanjan, műkorcsolyázó
- Henrih Mhitarján, labdarúgó
- Khachatur Abovian, író
- Levon Aronján, sakkjátékos
- Levon Ter-Petrossyan, örmény elnök
- Martiros Saryan, festő
- Misak Sargsian, fizikus
- Sargis Sargsian, teniszjátékos
- Sergei Khachatryan, hegedűművész
- Shavo Odadjian, basszusgitáros
- Silva Kaputikyan, költő
- Sirusho, énekes
- Szergej Paradzsanov, filmrendező
- Vardan Petroszján, színész
- Viktor Hambarcumján, asztrofizikus
- Vladimir Hakobján, sakkjátékos

### Jereváni rádió
A jereváni rádió külön viccfajtát képviselt a szocialista időkben. A legismertebb talán a következő:
– Igaz-e, hogy Moszkvában a Lenin téren Volvókat osztogatnak?
– A hír igaz – közli a jereváni rádió –, azzal az apró korrekcióval, hogy nem Moszkvában, hanem Leningrádban, nem a Lenin téren, hanem a Moszkva téren, nem Volvókat, hanem Volgákat, és nem osztogatnak, hanem fosztogatnak.
A „jereváni rádiót” azóta is annak kapcsán szokás emlegetni, ha egy lényegi különbséget apró módosításként tüntetnek föl.

## Fordítás
- Ez a szócikk részben vagy egészben  a   Yerevan című angol Wikipédia-szócikk ezen változatának fordításán alapul.  Az eredeti cikk szerkesztőit annak laptörténete sorolja fel. Ez a jelzés csupán a megfogalmazás eredetét és a szerzői jogokat jelzi, nem szolgál a cikkben szereplő információk forrásmegjelöléseként.